# Artur Landare
Artur Landare, ursprungligen Larsson, född 12 mars 1925 i Söderhamn, död 28 december 2002 i Stockholm, var en svensk officer i Flygvapnet.

## Biografi
Landare blev fänrik i Flygvapnet 1948. Han befordrades till löjtnant 1950, till kapten 1957, till major 1964, till överstelöjtnant 1968 och till överste 1977.
Landare inledde sin militära karriär 1948 vid Skaraborgs flygflottilj (F 7). 1979–1981 var han chef för Flygvapnets Södertörnsskolor (F 18). 1981–1985 var han ordförande för Flygvapnets personaldelegation. Landare avgick 1985, med överstes rang.